# Фиер (област)
Област Фиер (на албански: Qarku i Fierit) е административно-териториална област в Албания, разположена в централната част на страната, с площ от 1890 км2. Съставена е от 6 общини – Дивяка, Люшня, Малакастър, Патос, Росковец и Фиер. Числеността на населението според преброяването през 2011 г. е 310 331 души. Административен център е град Фиер.